# Nationale Sluitingsprijs 2012
Il Nationale Sluitingsprijs 2012, settantanovesima edizione della corsa, valido come evento dell'UCI Europe Tour 2012 categoria 1.1, si svolse il 9 ottobre 2012 per un percorso di 183,6 km. Fu vinto dall'olandese Wim Stroetinga, al traguardo in 3h55'06" alla media di 46,85 km/h.
Furono 137 in totale i ciclisti che portarono a termine il percorso al traguardo di Putte.

## Ordine d'arrivo (Top 10)
| Pos. | Corridore           | Squadra         | Tempo    |
| ---- | ------------------- | --------------- | -------- |
| 1    | Wim Stroetinga      | Koga            | 3h55'06" |
| 2    | Michaël Van Staeyen | Topsport Vl.    | s.t.     |
| 3    | Stefan van Dijk     | Accent Jobs     | s.t.     |
| 4    | Dylan Groenewegen   | Cycl. de Rijke  | s.t.     |
| 5    | Boris Vallée        | Idemasport      | s.t.     |
| 6    | Roy Jans            | An Post         | s.t.     |
| 7    | Kevin Peeters       | Landbouwkrediet | s.t.     |
| 8    | Thomas Vernaeckt    | Geofco          | s.t.     |
| 9    | Timothy Dupont      | Bofrost         | s.t.     |
| 10   | Kenneth Vanbilsen   | An Post         | s.t.     |